# Rush-diszkográfia
A Rush kanadai progresszív rockegyüttes diszkográfiája az egyéb kiadványok mellett 18 stúdióalbumból és 8 koncertlemezből áll.
Az 1968-ban alakult trió öt év koncertezés után jelentette meg első stúdiófelvételét: a Not Fade Away című Buddy Holly-dal feldolgozását és a You Can't Fight It című saját dalukat 1973-ban adták ki kislemezen. Ugyanebben az évben kezdtek neki első nagylemezük felvételeinek is, ami 1974 márciusában jelent meg. Egy doboscsere után 1975-re alakult ki a mai napig is működő, Geddy Lee (ének, basszusgitár), Alex Lifeson (gitár) és Neil Peart (dobok) alkotta felállás. A Rush legismertebb és legsikeresebb nagylemezei az 1976-ban megjelent 2112 és az 1981-es Moving Pictures, melyek több millió példányban keltek el világszerte.

## Stúdióalbumok
| Év   | Cím                  | Album információ                                                                                                | Legjobb listás helyezések | Legjobb listás helyezések | Legjobb listás helyezések | Eladási minősítések                        |
| Év   | Cím                  | Album információ                                                                                                | CAN                       | USA                       | GBR                       | Eladási minősítések                        |
| ---- | -------------------- | --- | ------------------------- | ------------------------- | ------------------------- | ------------------------------------------ |
| 1974 | Rush                 | - Megjelent: 1974. március - Kiadó: Moon Records (CAN), Mercury (USA) - Formátum: LP                            | 88                        | 105                       | —                         | aranylemez                                 |
| 1975 | Fly by Night         | - Megjelent: 1975. február 15. - Kiadó: Anthem (CAN), Mercury (USA) - Formátum: LP                              | 37                        | 113                       | —                         | platinalemez                               |
| 1975 | Caress of Steel      | - Megjelent: 1975. szeptember - Kiadó: Anthem (CAN), Mercury (USA) - Formátum: LP                               | 48                        | 148                       | —                         | aranylemez                                 |
| 1976 | 2112                 | - Megjelent: 1976. április - Kiadó: Anthem (CAN), Mercury (USA) - Formátum: LP                                  | 1                         | 61                        | —                         | 2× platinalemez 3× platinalemez            |
| 1977 | A Farewell to Kings  | - Megjelent: 1977. szeptember - Kiadó: Anthem (CAN), Mercury (USA) - Formátum: LP, kazetta                      | 2                         | 33                        | 22                        | platinalemez aranylemez                    |
| 1978 | Hemispheres          | - Megjelent: 1978. október 29. - Kiadó: Anthem (CAN), Mercury (USA) - Formátum: LP, kazetta                     | 4                         | 47                        | 14                        | platinalemez ezüstlemez                    |
| 1980 | Permanent Waves      | - Megjelent: 1980. január 1. - Kiadó: Anthem (CAN), Mercury (USA) - Formátum: LP, kazetta                       | 1                         | 4                         | 3                         | platinalemez aranylemez                    |
| 1981 | Moving Pictures      | - Megjelent: 1981. február 12. - Kiadó: Anthem (CAN), Mercury (USA) - Formátum: LP, kazetta                     | 1                         | 3                         | 3                         | 4× platinalemez 4× platinalemez ezüstlemez |
| 1982 | Signals              | - Megjelent: 1982. szeptember 9. - Kiadó: Anthem (CAN), Mercury (USA) - Formátum: LP, kazetta                   | 3                         | 10                        | 3                         | platinalemez ezüstlemez                    |
| 1984 | Grace Under Pressure | - Megjelent: 1984. április 12. - Kiadó: Anthem (CAN), Mercury (USA), Vertigo (UK) - Formátum: CD, LP, kazetta   | 1                         | 10                        | 5                         | platinalemez ezüstlemez                    |
| 1985 | Power Windows        | - Megjelent: 1985. október 29. - Kiadó: Anthem (CAN), Mercury (USA), Vertigo (UK) - Formátum: CD, LP, kazetta   | 2                         | 10                        | 9                         | platinalemez ezüstlemez                    |
| 1987 | Hold Your Fire       | - Megjelent: 1987. szeptember 8. - Kiadó: Anthem (CAN), Mercury (USA), Vertigo (UK) - Formátum: CD, LP, kazetta | 9                         | 13                        | 10                        | platinalemez aranylemez ezüstlemez         |
| 1989 | Presto               | - Megjelent: 1989. november 21. - Kiadó: Anthem (CAN), Atlantic Records - Formátum: CD, LP, kazetta             | 11                        | 16                        | 27                        | platinalemez aranylemez ezüstlemez         |
| 1991 | Roll the Bones       | - Megjelent: 1991. szeptember 3. - Kiadó: Anthem (CAN), Atlantic Records - Formátum: CD, LP, kazetta            | 1                         | 3                         | 10                        | platinalemez                               |
| 1993 | Counterparts         | - Megjelent: 1993. október 19. - Kiadó: Anthem (CAN), Atlantic Records - Formátum: CD, LP, kazetta              | 1                         | 2                         | 14                        | platinalemez aranylemez                    |
| 1996 | Test for Echo        | - Megjelent: 1996. szeptember 10. - Kiadó: Anthem (CAN), Atlantic Records - Formátum: CD, LP                    | 1                         | 5                         | 25                        | aranylemez                                 |
| 2002 | Vapor Trails         | - Megjelent: 2002. május 14. - Kiadó: Anthem (CAN), Atlantic Records - Formátum: CD, LP                         | 3                         | 6                         | —                         | aranylemez                                 |
| 2007 | Snakes & Arrows      | - Megjelent: 2007. május 1. - Kiadó: Anthem (CAN), Atlantic Records - Formátum: CD, LP                          | 3                         | 3                         | 13                        | aranylemez                                 |
| 2012 | Clockwork Angels     | - Megjelent: 2012. június 12. - Kiadó: Anthem (CAN), Roadrunner Records - Formátum: CD                          | 1                         | 2                         | 21                        | aranylemez                                 |

## EP-k
| Év   | Cím      | Album információ | Eladási minősítések |
| ---- | -------- | --- | ------------------- |
| 2004 | Feedback | - Megjelent: 2004. június 29. - Kiadó: Anthem (CAN), Atlantic Records - Formátum: CD, LP - Tartalom: feldolgozások (Blue Cheer, The Who, The Yardbirds, Buffalo Springfield, Cream, Love) | aranylemez          |

## Koncertalbumok
| Év   | Album információ | Legjobb listás helyezések | Legjobb listás helyezések | Legjobb listás helyezések | Eladási minősítések     |
| Év   | Album információ | CAN                       | USA                       | GBR                       | Eladási minősítések     |
| ---- | --- | ------------------------- | ------------------------- | ------------------------- | ----------------------- |
| 1976 | All the World's a Stage - Felvétel: 1976. június 11-13., Massey Hall, Toronto, Kanada - Megjelent: 1976. szeptember 29. - Kiadó: Anthem (CAN), Mercury (USA) - Formátum: 2LP | —                         | 40                        | —                         | platinalemez ezüstlemez |
| 1981 | Exit...Stage Left - Felvétel: - 1980. június 10-11., The Apollo, Glasgow, Skócia - 1981. március 27., The Forum, Montréal, Kanada - Megjelent: 1981. október 29. - Kiadó: Anthem (CAN), Mercury (USA) - Formátum: 2LP, kazetta                                                  | —                         | 10                        | —                         | platinalemez ezüstlemez |
| 1989 | A Show of Hands - Felvétel: - 1986. Meadowlands, New Jersey - 1988. Birmingham, New Orleans, Phoenix, San Diego - Megjelent: 1989. január 10. - Kiadó: Anthem (CAN), Mercury (USA) - Formátum: CD, 2LP, kazetta                                                                 | —                         | 21                        | —                         | platinalemez aranylemez |
| 1998 | Different Stages - Felvétel: - CD 1, 2: 1997. június 14., Tinley Park, Illinois (ill. 1994. február-április és 1997. május-július) - CD 3: 1978. február 20., Hammersmith Odeon, London - Megjelent: 1998. november 10. - Kiadó: Anthem (CAN), Atlantic Records - Formátum: 3CD | 12                        | 35                        | —                         | platinalemez aranylemez |
| 2003 | Rush in Rio - Felvétel: 2002. november 23., Maracanã Stadion, Rio de Janeiro, Brazília - Megjelent: 2003. október 21. - Kiadó: Anthem (CAN), Atlantic Records - Formátum: 3CD                                                                                                   | —                         | 33                        | —                         | aranylemez              |
| 2005 | R30: 30th Anniversary World Tour - Felvétel: 2004. szeptember 24., Festhalle, Frankfurt - Megjelent: 2005. november 22. - Kiadó: Anthem (CAN), Atlantic Records - Formátum: 2CD                                                                                                 | —                         | —                         | —                         |                         |
| 2008 | Snakes & Arrows Live - Felvétel: 2007. október 16-17., Ahoy Arena, Rotterdam, Hollandia - Megjelent: 2008. április 15. - Kiadó: Atlantic Records - Formátum: 2CD | 8                         | 70                        | 18                        |                         |
| 2009 | Grace Under Pressure Tour - Felvétel: 1984. szeptember 21., Maple Leaf Gardens, Toronto - Megjelent: 2009. augusztus 11. - Kiadó: Island Records/Mercury Records - Formátum: CD                                                                                                 | —                         | —                         | —                         |                         |
| 2011 | Time Machine 2011: Live in Cleveland - Felvétel: 2011. április 15., Cleveland - Megjelent: 2011. november 8. - Kiadó: Zoe Records - Formátum: CD, LP | —                         | 54                        | 70                        |                         |
| 2013 | Clockwork Angels Tour - Felvétel: 2012. november 25.–30., USA - Megjelent: 2013. november 19. - Kiadó: Anthem/Roadrunner - Formátum: CD | —                         | 33                        | 65                        |                         |

## Válogatások
| Év   | Album információ | Legjobb listás helyezések | Legjobb listás helyezések | Legjobb listás helyezések | Eladási minősítések |
| Év   | Album információ | CAN                       | USA                       | GBR                       | Eladási minősítések |
| ---- | --- | ------------------------- | ------------------------- | ------------------------- | ------------------- |
| 1978 | Rush Through Time - Megjelent: 1978 - Kiadó: Polygram Records (EU) - Formátum: LP - Tartalom: válogatás, 1975-1977                                                       | —                         | —                         | —                         |                     |
| 1990 | Chronicles - Megjelent: 1990. szeptember 4. - Kiadó: Anthem (CAN), Mercury (USA), Vertigo (UK) - Formátum: 2CD, 2 kazetta - Tartalom: válogatás, 1974-1989               | 5                         | 51                        | 42                        | 2× platinalemez     |
| 1997 | Retrospective I - Megjelent: 1997. május 6. - Kiadó: Anthem (CAN), Mercury (USA) - Formátum: CD - Tartalom: válogatás, 1974-1980                                         | —                         | —                         | —                         |                     |
| 1997 | Retrospective II - Megjelent: 1997. június 3. - Kiadó: Anthem (CAN), Mercury (USA) - Formátum: CD - Tartalom: válogatás, 1981-1987                                       | —                         | —                         | —                         |                     |
| 2003 | The Spirit of Radio: Greatest Hits 1974–1987 - Megjelent: 2003. február 11. - Kiadó: Anthem (CAN), Mercury (USA) - Formátum: CD, CD+DVD - Tartalom: válogatás, 1974-1987 | 17                        | 62                        | —                         | aranylemez          |
| 2006 | Gold - Megjelent: 2006. április 25. - Kiadó: Island Records/Mercury Records (USA) - Formátum: 2CD - Tartalom: Retrospective I & II (1997)                                | —                         | —                         | —                         |                     |
| 2009 | Retrospective III - Megjelent: 2009. március 3. - Kiadó: Anthem (CAN), Atlantic Records - Formátum: CD - Tartalom: válogatás, 1989-2008                                  | —                         | —                         | —                         |                     |
| 2009 | Working Men - Megjelent: 2009. november 17. - Kiadó: Anthem (CAN), Atlantic Records - Formátum: CD - Tartalom: koncertválogatás, 2002-2007                               | —                         | —                         | —                         |                     |
| 2010 | Time Stand Still: The Collection - Megjelent: 2010. március 23. - Kiadó: Universal Music (EU) - Formátum: CD - Tartalom: válogatás, 1974-1987                            | —                         | —                         | —                         |                     |
| 2010 | Icon - Megjelent: 2010. augusztus 31. - Kiadó: Island Records/Mercury Records (USA) - Formátum: CD - Tartalom: válogatás, 1974-1987                                      | —                         | —                         | —                         |                     |

## Videofilmek
| Év   | Cím                                  | Album információ | Eladási minősítések |
| ---- | ------------------------------------ | --- | ------------------- |
| 1981 | Exit...Stage Left                    | - Megjelent: 1981 (VHS, LD), 2007 (DVD) - Kiadó: Polygram Music Video - Tartalom: az 1981. március 27-i montréali koncert felvétele                    | aranylemez          |
| 1984 | Grace Under Pressure Tour            | - Megjelent: 1984 (VHS, LD), 2007 (DVD) - Kiadó: Polygram Music Video - Tartalom: az 1984. szeptember 21-i torontoi koncert felvétele                  |                     |
| 1985 | Through the Camera Eye               | - Megjelent: 1985 (VHS, LD) - Kiadó: Polygram Music Video - Tartalom: videóklip válogatás                                                              |                     |
| 1989 | A Show of Hands                      | - Megjelent: 1989 (VHS, LD), 2007 (DVD) - Kiadó: Polygram Music Video - Tartalom: az 1988. április 21-24-i birminghami koncertek felvétele             | platinalemez        |
| 1990 | Chronicles                           | - Megjelent: 1990 (VHS, LD), 2001 (DVD) - Kiadó: Polygram Music Video - Tartalom: videoválogatás, 1974-1989                                            | platinalemez        |
| 2003 | Rush in Rio                          | - Megjelent: 2003 (2DVD), 2006 (DVD) - Kiadó: Rounder Records - Tartalom: a 2002. november 23-i Rio de Janeiro-i koncert felvétele                     | 7× platinalemez     |
| 2005 | R30: 30th Anniversary World Tour     | - Megjelent: 2005 (DVD), 2009 (Blu-ray) - Kiadó: Rounder Records - Tartalom: a 2004. szeptember 24-i frankfurti koncert felvétele                      | 5× platinalemez     |
| 2008 | Snakes & Arrows Live                 | - Megjelent: 2008. november 24. (3DVD, Blu-ray) - Kiadó: Rounder Records - Tartalom: a 2007. október 16-17-i rotterdami koncert felvétele              | 2× platinalemez     |
| 2009 | Retrospective III                    | - Megjelent: 2009. március 3. (DVD+CD) - Kiadó: Atlantic Records - Tartalom: videóklip válogatás, 1989-2008                                            |                     |
| 2009 | Working Men                          | - Megjelent: 2009. november 17. (DVD) - Kiadó: Rounder Records - Tartalom: koncertvideo válogatás, 2002-2007                                           |                     |
| 2010 | Beyond the Lighted Stage             | - Megjelent: 2010. június 29. (DVD, Blu-ray) - Kiadó: Banger Films - Tartalom: dokumentumfilm a zenekar 40 éves történetéről                           | 2× platinalemez     |
| 2011 | Time Machine 2011: Live in Cleveland | - Megjelent: 2011. november 8. (DVD, Blu-ray) - Kiadó: Zoe Records - Tartalom: a 2011. április 15-i clevelandi koncert felvétele                       |                     |
| 2015 | R40 Live                             | - Megjelent: 2015. november 20. (DVD, Blu-ray) - Kiadó: Anthem, Zoe Vision - Tartalom: a 2015. június 17. és 19-i torontói koncert felvétele           |                     |
| 2016 | Time Stand Still                     | - Megjelent: 2016. november 3. (DVD, Blu-ray) - Kiadó: Zoe Records - Tartalom: dokumentumfilm és az 1990. március 8-i Auburn Hills-i koncert felvétele |                     |

## Díszdobozos újrakiadások
| Év   | Album információ | Legjobb listás helyezések | Legjobb listás helyezések | Legjobb listás helyezések | Eladási minősítések |
| Év   | Album információ | CAN                       | USA                       | GBR                       | Eladási minősítések |
| ---- | --- | ------------------------- | ------------------------- | ------------------------- | ------------------- |
| 1978 | Archives - Megjelent: 1978. április - Kiadó: Anthem (CAN), Mercury (USA) - Formátum: 3LP - Tartalom: az első három stúdióalbum együtt (Rush, Fly by Night, Caress of Steel) | —                         | 121                       | —                         | platinalemez        |
| 2006 | Replay X 3 - Megjelent: 2006. június 13. - Kiadó: Mercury/UME - Formátum: 3DVD+CD - Tartalom: a korábban csak VHS-en megjelent koncertvideók 5.1-es hanggal - Exit...Stage Left (video) - Grace Under Pressure Tour (video) - A Show of Hands (video) - Grace Under Pressure Tour (bónusz koncert-CD)                      | —                         | 1                         | —                         | 2× platinalemez     |
| 2014 | R40 – 40th Anniversary Collectors Boxset - Megjelent: 2014. november 11. - Kiadó: Rounder - Formátum: 6 Blu-ray/10 DVD - Tartalom: korábbi hivatalos koncertvideók - Rush in Rio - R30: 30th Anniversary World Tour - Snakes & Arrows Live - Time Machine 2011: Live in Cleveland - Clockwork Angels Tour - R40 Bonus Disc | —                         | 2                         | —                         |                     |